# Kvamsøya
Kvamsøya est une île habitée du comté de Møre og Romsdal, sur la côte de la mer de Norvège. L'île fait partie la commune de  Sande.

## Description
L'île de 7,5 km2 est montagneuse et compte très peu d'arbres. Sa population vit tout le long du littoral. L'île est habitée depuis très longtemps. Il y a eu des colonies sur l'île datant de l'âge de bronze. Il y a une école primaire et une crèche en sur l'île. Le plus grand lieu de travail est Brimer Kvamsøy AS, qui emploie environ 40 personnes.

Il y a une liaison par ferry de Bringsinghaug, le plus grand centre villageois, à l'île de Voksa et au village  d'Åram (en) (dans la municipalité de Vanylven) puis à Larsnes (en), sur l'île de Gurskøya.